# Leopold Baumhorn
Lipót Baumhorn o Leopold Baumhorn (Kisbér, 28 dicembre 1860 – Kisbér, 8 luglio 1932) è stato un architetto ungherese.
Ha progettato circa 24 sinagoghe nell'intero Impero austro-ungarico.

## Edifici progettati

### Architetture civili
- Palazzo Temesvár-Béga  (Timișoara)
- Scuole superiori (Timișoara, 1902-1904) (insieme a Jakab Klein)
- Cassa di Risparmio di Seghedino-Csongrád (Seghedino, Széchenyi tér 7. - Takarékpénztár u. 7. 1902-1903)
- Casa di ferro (Seghedino, Horváth Mihály u. 9. - Takarékpénztár u. 8., 1912-1913)
- Palazzo Wagner  (Seghedino, Kölcsey u. 4. - Kárász u. 14., 1904-1905)
- Palazzo della Cassa di Risparmio (Novi Sad, 1904)
- Scuole di via Csata (Budapest, 13º distretto, Csata u. 20., 1909-1911)
- Palazzo Wagner (Seghedino, Feketesas u. 28., 1910-1911)
- Casa Forbát (Seghedino, Dugonics tér 11. - Lajos Tisza 60., 1911-1912)
- Palazzo del Lloyd's (Timișoara, 1912)
- Edificio della Compagnia di Commercio del Ferro (Budapest, 13th district, Balzac u. 5., 1922)

### Sedi Comunità ebraiche
- Quartier generale della comunità ebraica di Seghedino (Gutenberg u. 20 - Jósika 12., 1901-1903, Seghedino)

### Sinagoghe[1]
- Sinagoga di Esztergom, (Esztergom 1888)
- Sinagoga grande di Fiume, (Fiume 1895)
- Sinagoga di Zrenjanin, (Zrenjanin 1896)
- Sinagoga Fabric, (Timișoara 1897-1899)
- Sinagoga di Szolnok, (Szolnok 1898)
- Sinagoga neologa di Brașov, (Brașov 1899-1901)
- Nuova Sinagoga di Seghedino, (Seghedino 1900-1902)
- Sinagoga di Cegléd, (Cegléd 1902)
- Sinagoga di Novi Sad, (Novi Sad 1905-1909)
- Sinagoga di Satu Mare, (Satu Mare 1906-1909)
- Sinagoga di Murska Sobota, (Murska Sobota 1908)
- Sinagoga di via Dózsa György, (Budapest 1908-1909)
- Sinagoga di Nitra, (Nitra, 1908-1911)
- Sinagoga di Eger, (Eger 1911-1913)
- Sinagoga neologa di Makó, (Makó 1914)
- Nuova Sinagoga di Nyíregyháza, (Nyíregyháza 1918-1923)
- Sinagoga di via Páva, (Budapest 1923-1924)
- Sinagoga di Lučenec, (Lučenec 1924-1925)
- Sinagoga di Gyöngyös, (Gyöngyös 1929-1930)